# Notis Sfakianakis
Panagiotis (Notis) Sfakianakis (Greacă: Νότης Σφακιανάκης; născut pe 2 noiembrie 1959) este un cântăreț grec ale cărui cântece aparțin genului Laïkó[A] (română muzică folk urbană), fiind unul dintre cei mai de succes cântăreți – din Grecia și Cipru – din toate timpurile. Melodia sa de referință - "Vulturul" (greacă O αετος)[B] - este unul dintre cele mai populare cântece din istoria muzicii grecești.

## Biografie
S-a născut în orașul Heraklion din insula Creta, dintr-un tată cretan și o mamă din Asia Mică. A avut doi frați: George și Pollyanna (primul decedat de cancer). La vârsta de șapte ani, s-a mutat împreună cu mama lui în insula Kos. Pasionat de muzică, în jurul vârstei de 20 de ani a devenit disk jokey, practicând pentru a se întreține  diverse alte meserii: electrician, instalator, chelner, muncitor necalificat.
În 1985 a avut prima tentativă de a cânta sub forma unei trupe care prelua hiturile în limba engleză ale momentului, proiect pe care pe fondul insuccesului l-a abandonat. Un an mai târziu − revenit în Creta ca și cântăreț solo – a avut ocazia de a lua contact și de a-și asuma dezideratele profesiei de muzician. Între 1986 și 1990 a încearcat diverse expediente, ajungând să cânte un timp în deschiderea altor concerte. În 1991 l-a întâlnit pe Costas Bourmas, manager  al filialei grecești a Sony Music Entertainment, cel care avea să-l lanseze în carieră. Cu Sony a înregistrat primul său album [Prima dată]„Πρώτη φορά” , care a și ajuns între primele 10 locuri.

## Discografie
- 1991, „Proti fora“ (Prima oara)
- 1992, „Eisai ena Pistoli“ (Ești un pistol) –  Aur
- 1993, „Me to N kai me to S“  –  Platină
- 1994, „Notioanatolika tou kosmou“  -  2x Platină
- 1996, „5.Bima“ (Al cincilea pas) –  4x Platină
- 1997, „Embirion Sillektis“  – Platină
- 1997, „Pro-Dia-Fimin“ - 5x Platină
- 1998, „I Notes ine 7-Psyches“  5x Platină
- 1999, „Around the World“ –  Gold
- 1999, „Enthimion“  7x Platină în Gercia
- 1999, „Proangelos“   5x Platină
- 2000, „Polychroma kai Entona“  2x Platină
- 2001, „Telos…dichos Telos“  4x Platină
- 2002, „Aniksis“ (Frühjahr) 2x Platin
- 2002, „As milisoun ta tragoudia“ ă  Platină
- 2004, „Me Agapi oti kanis“   Platină
- 2005, „Ana…Genisis“  2x Platină
- 2006, „Kinonia Ora 7“  Platină
- 2007, „Nimic magic“  Platină
- 2007, „Mnimes“ (Ammintiri) Platină
- 2009, „Matomeno Dakry - Kinonikon“ (Lacrimi sângerii) Platină
- 2010, „Matomeno Dakry - Erotikon“ (Lacrimi sângerii - cântece de dragoste) Platină
- 2010, „Matomeno Dakry - Horeftikon“ (Lacrimi sângerii - melodii de dans) Platină
- 2011, „21+4 Matomena Dakrya“ (Lacrimi sângerii) 4x Platină
- 2013, „16 Avtotelis Istories“  5x Platină